# Francesco Molino
Francesco Molino conegut també com a François Molino (Ivrea, 4 de juny de 1768 - París, 1847) fou un guitarrista, violinista i compositor italià.
Viatjà molt de temps per Espanya i el 1820 s'establí a París. Es dedicà a l'ensenyança de la guitarra i conegué amb perfecció aquest instrument com ho demostra la seva obra didàctica Nouvelle méthode compléte de guitare, amb el text en italià i francès.
Entre les seves composicions són les més importants: Trio pour guitare, flute et alto; Sonates pour guitare et violon, Nocturnes pour guitare et violon; Nocturnes pour guitare et piano, Sonates pour guitare seule, rondós i temes diversos per aquest instrument, etc.